# 高逸鴻
高逸鴻（1908年11月12日—1982年5月14日），譜名崇堯，別號「蘭香館主」，浙江省杭州府臨安縣人，中華民國書畫家。

## 生平
高逸鴻生於浙江臨安苕溪上游高家殿的書香門第，其父高朴齋飽讀詩書且通曉文武，雅好典藏書畫。母胡太夫人以賢淑聞於鄕里，與其父育有六子，高逸鴻為長子。其自幼即嗜繪事，9歲時因擅於臨摩《漁樵耕讀圖》畫作而獲鄉里「神童」讚譽。15歲考入嚴州第九中學。其早期精於工筆畫，創作以花卉、翎毛、草蟲、魚、走獸等題材為主。在國立浙江大學文學院求學期間，高逸鴻師從王潛樓並曾请益于徐悲鸿、张书旗，參與「西泠印社」與成員唐雲、傅狷夫、朱龍庵、韓登安等人交往甚密，同時和杭州藝專教授潘天壽、鄭祖緯交換繪事心得，1927年完成學業，畫藝益進。高逸鴻勤於筆耕，主張：「作畫好像作文，要有自己的風格」。1937年中國抗日戰爭期間，高逸鴻遊覽山川繪製眾多水墨與花鳥作品。1939至1941年間在重慶舉辦多次個展。1947年，在上海与白蕉、唐雲等组织「天風書畫社」。1949年第二次國共內戰，高逸鴻隨中華民國政府遷臺，自1950年代始著重書法作品，研習篆書、隸書、真書、行書等字體以書法融合入畫，主打寫意風格。1952年10月24日，高逸鴻與妻子龔書綿於臺中市結婚。

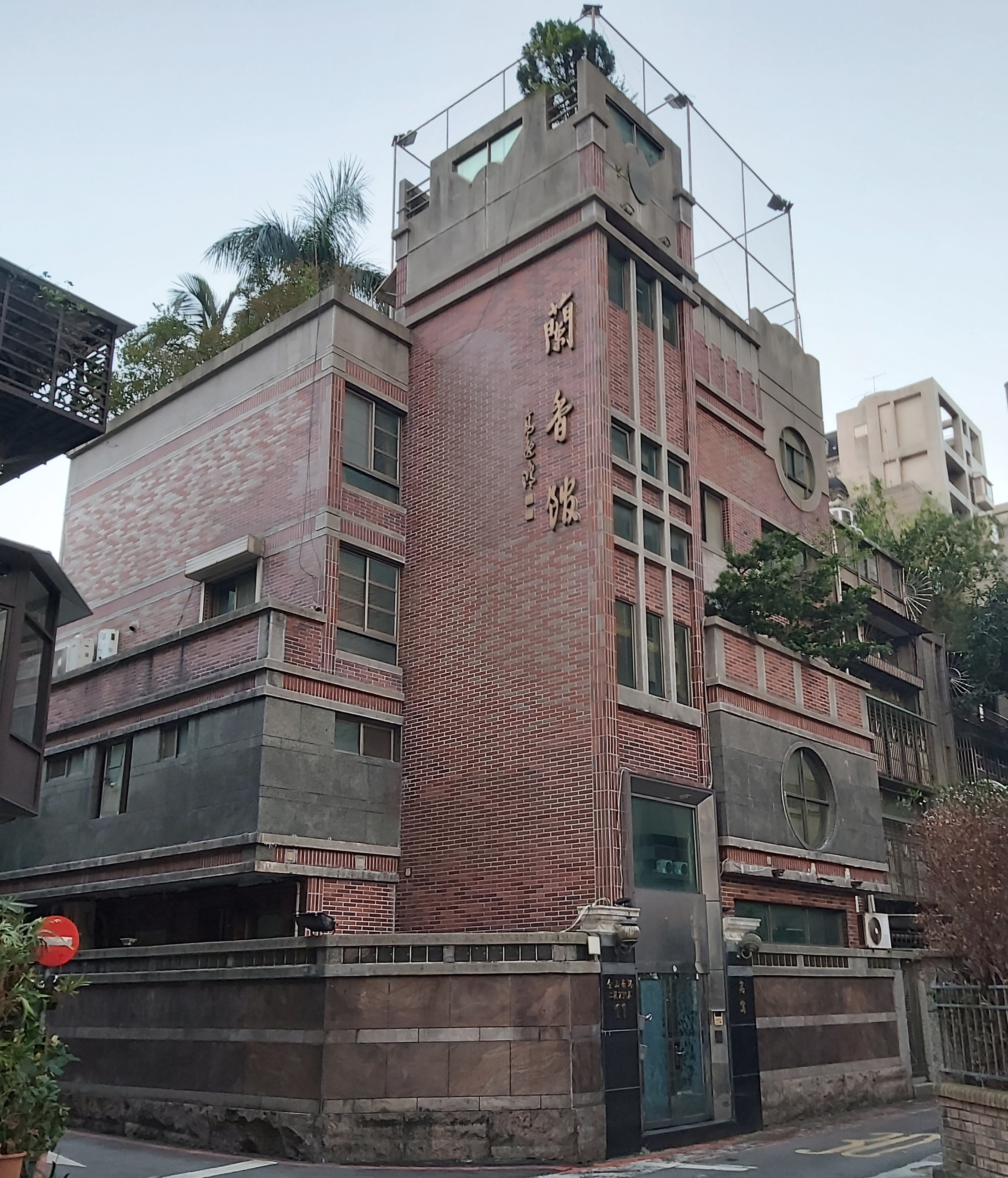
高逸鴻的臺北故居「蘭香館」。

高逸鴻曾與同業組織「七友畫會」、「六儷畫會」、「壬寅畫會」等美術組織，並曾教授總統蔣經國繪製國畫，蔣經國時常前往其位於臺北市大安區的宅邸「蘭香館」習畫。 此外，知名畫家吳平、李可梅、陳瑞康與强淑平及武侠小说家古龙等人亦為其門下弟子。
1966年，與黃君璧應邀赴美國作巡迴展，榮獲美國聖約翰大學校長頒贈金質獎、芝加哥斐爾特歷史博物館最高藝術榮譽獎、洛杉磯市政府獎章及加州美術協會永久榮譽會員。1969年受邀於加拿大舉辦個展並講學，並獲頒榮譽市民及最高美術榮譽獎。其他尚有獲國家頒授國家文藝獎與中國詩人聯誼會榮譽獎等獎項。歷任全國歷屆美展審查委員和中國畫學會、中國美術學會、中國書法學會、中國詩人聯誼會等藝文組織理事及中華學術院研士、中國文化大學美術研究所教授。
1982年5月，高逸鴻於臺北辭世。

## 家庭
高逸鴻與師範學院（今國立臺灣師範大學）教育系畢業的臺北師專教授、同為詩人畫家的妻子龔書綿之間育有三子三女，長子高國華畢業於師範大學英語系，最初與其同儕何廷芳結縭，為補教名師。次子高寶華畢業於國立政治大學應用數學系、三子高德華畢業於淡水商專。長女高韻華畢業於臺大外文系，供職於中華航空，適同於華航服務的劉維行。次女高靜華畢業於師大美術系，為父母藝術事業惟一傳人，執教於美國夏威夷大學，適耶魯大學東亞學研究碩士達安伯。三女高麗華畢業於國立政治大學中文系並任職該系助教。
2022年1月20日晚，高龔書綿在臺北寓所逝世，享嵩壽100歲。

## 代表著作
- 《中國花鳥畫之沿革與宗派》（臺北：新中國出版社，1977年）
- 《高逸鴻書蘇東坡赤壁賦》（臺北：書藝出版，1981年）
- 《高逸鴻書陸放翁詩》（臺北：書藝出版，1981年）

## 外部連結
- 高逸鴻 GAO Yi Hung 簡介 （页面存档备份，存于）
- 高逸鴻 KAO YIHUNG (1908-1982) （页面存档备份，存于）